# Willa Eichbornów
Willa Eichbornów – dawna willa wzniesiona na obrzeżach ówczesnego Wrocławia dla bankierskiej rodziny Morizów-Eichbornów w XIX wieku, przy dzisiejszej ul. Kościuszki 2-4; była jedną z najpiękniejszych budowli willowych w ówczesnych Prusach. 

## Historia i architektura
Willa została zaprojektowana przez berlińskiego architekta Hermanna Friedricha Wäsemanna dla wrocławskiej rodziny bankierów, Eichbornów; projekt ogrodów stworzył Peter Joseph Lenne. Została wzniesiona na przestrzeni lat 1854–1855 na działce zakupionej w 1819, w najatrakcyjniejszej części Przedmieścia Świdnickiego, naprzeciwko Pałacu Królewskiego. Obecnie jest to teren między pl. Muzealnym, ul. Kościuszki, ul. Łąkową i dochodzącą do niej ul. Druckiego-Lubeckiego. Jej ogrody rozciągały się w kierunku północnym do Podwala, w miejscu obecnej komendy policji. Forma budynku była utrzymana w stylu włoskich willi, modnym również w Niemczech w pierwszej połowie XIX wieku. Jej styl łączył elementy antyczne z renesansowymi; wnętrza willi wypełnione były bogatymi zbiorami malarstwa, rzeźby i rzemiosła. Tył domu zajmował ogród zaprojektowany w stylu parku angielskiego przez królewskiego ogrodnika Petera Lenné. Ogród łączył się z Promenadą Staromiejską.   
Budynek (jego zespół) miał długość około dziewięćdziesięciu metrów i został wzniesiony na planie zbliżonym do kwadratu. Centralna część miała wysokość dwóch kondygnacji i pokryta była spłaszczonym dwuspadowym dachem. Ta część była poprzedzona od strony ulicy sześcio-kolumnowym portykiem stanowiącym tło dla wgłębionego impluwium z basenem, otoczonego pergolami. Wejście do budynku zostało umieszczone pod halą. Okna na I piętrze ozdobiono kariatydami. Boczne dwukondygnacyjne części budynku były pokryte dachem płaskim, z boniowaną elewacją na parterze i gładko otynkowaną elewacją na drugim poziomie. Okna w tej części były otoczone prostymi opaskami opartymi na gzymsie kordonowym. Łączniki między poszczególnymi częściami budynku stanowiły jednocześnie przejścia do nich. 
Na wnętrze willi (od strony ogrodu) składały się: salon, jadalnia i pokój muz, które razem stanowiły otwartą oszkloną galerię z arkadami wychodzącymi na ogród i taras. Część parterowa i pierwszego piętra miała charakter mieszkalny. Nad salonem znajdował się gabinet ozdobiony klasycystycznymi formami i intensywnymi barwami wzorowanymi na malarstwie pompejskim. Od strony zachodniej kompleksu znajdowały się pomieszczenia gospodarcze, a w części wschodniej wielka oranżeria z wolnostojącym domem dla ogrodnika. 
Willa została rozebrana w 1907 roku. Ogród został podzielony i wybudowano w jego miejsce kamienice tworzące wschodnią pierzeję placu Muzealnego i cześć pierzei przy ulicy Kościuszki.